# Schlesinger Ferdinánd
Schlesinger Ferdinánd (Pest, 1830. augusztus 16. – Bécs, 1889. március 6.) hírlapíró, lapszerkesztő.

## Életútja
1848-ban hadnagy volt a magyar honvédseregben; később százados a mexikói S. Anna hadtestben, majd ezredes Nicaraguában (Riras elnöklete és Jeres tábornok alatt, kinek szárnysegéde volt) és várparancsnok a Cardo-szigeten. Schlesinger alapítótársa volt a San Francisco-i első német lapnak, a San Francisco Journalnak és munkatársa a New-Yorker Staatszeitungnak. Miután Bécsben telepedett le, kiadta ott a Lästerschule és az Illustrirte Plaudereien című lapokat és kiadó-tulajdonosa volt a Böse Zungen című hírlapnak. Több külföldi érdemrend tulajdonosa is volt.
Szerzője a következő munkáknak:
- Die letzten Tage des ungarischen Aufstandes (1850).
- Sechs Monate in Vidiso (1850).